# Begravningsmask

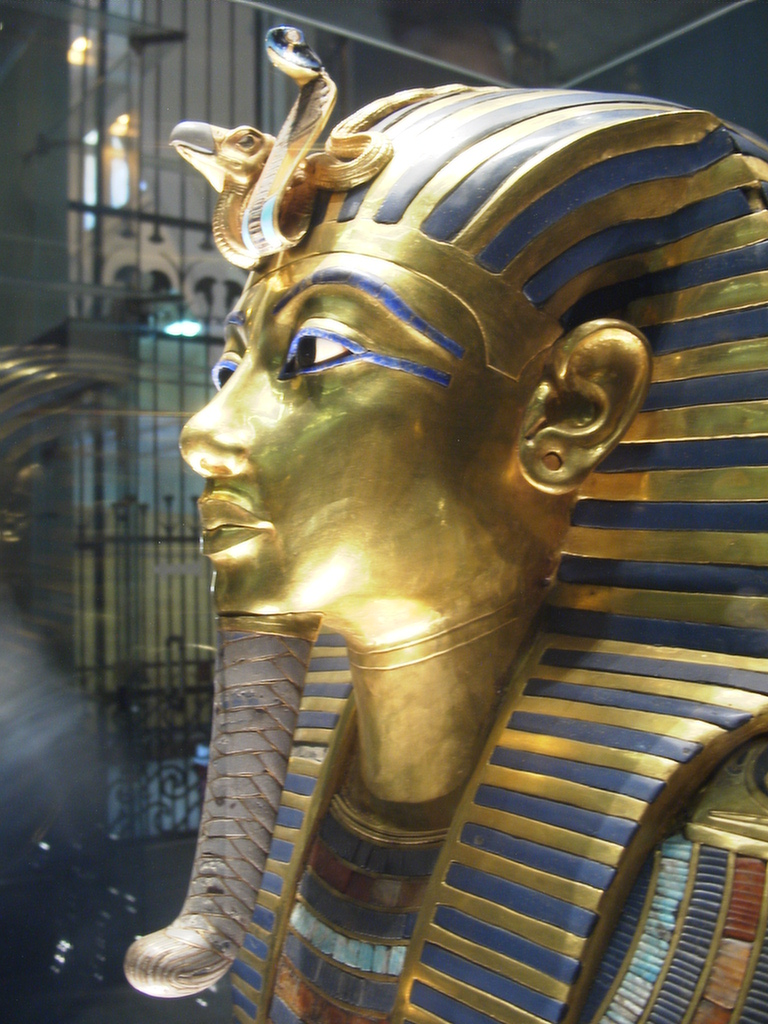
Tutankhamons berömda begravningsmask

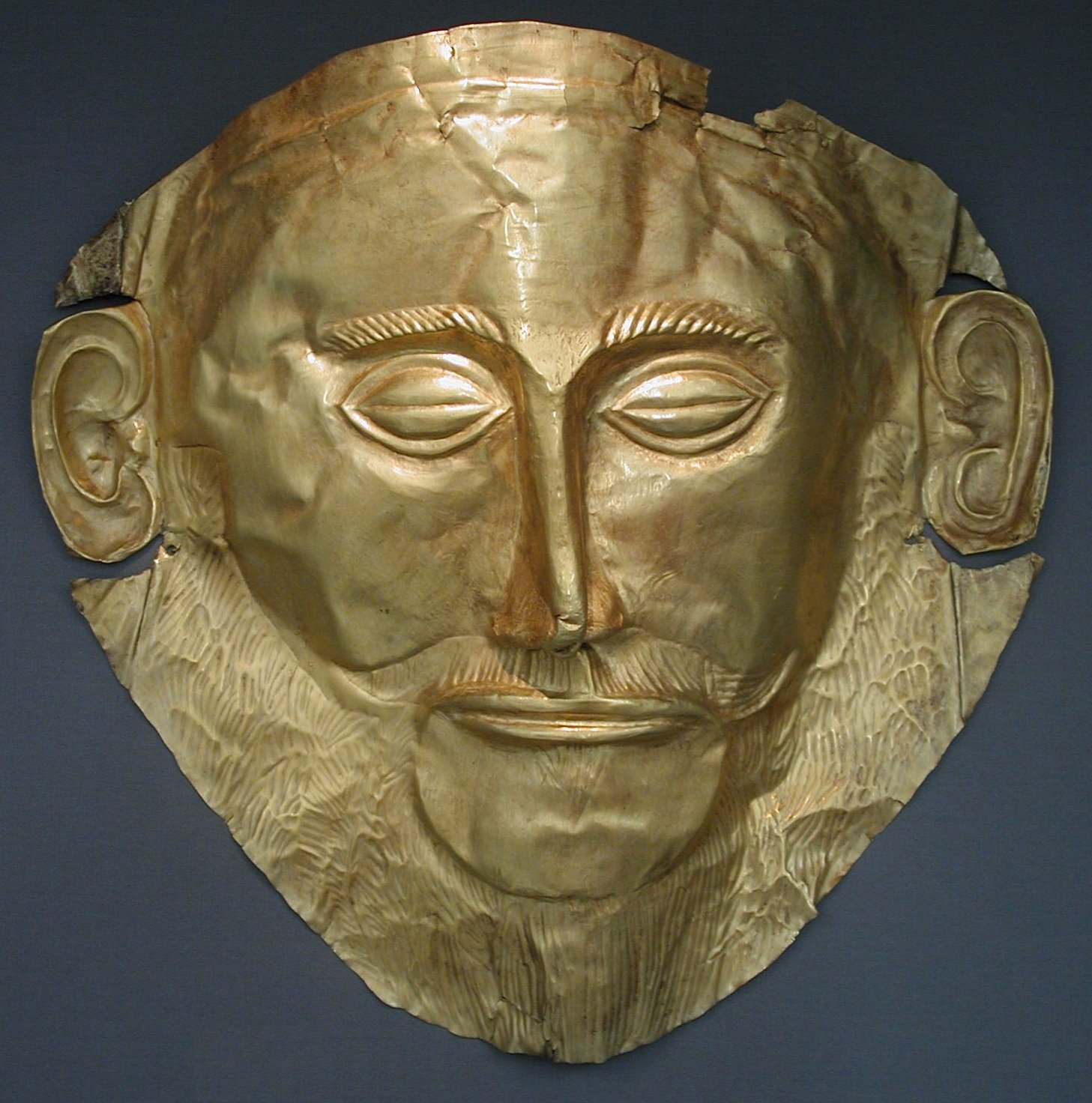
Den så kallade Agamemnons dödsmask som återfanns av Heinrich Schliemann 1876 vid Mykene.

Begravningsmasker användes i ett flertal olika tidiga civilisationer för att täcka ansiktet på en avliden person. Syftet med dessa masker var att skydda och behålla de fysiska karakteristika av den avlidnes ansikte och även fungera som en ersättning ifall den avlidnes huvud försvann eller skadades. Man trodde att när själen återvände till graven så skulle den ännu känna igen sin kropp med hjälp av masken. Dessa masker var inte menade som exakta porträtt av den avlidne, utan var en mer idealiserande representation av hur personen ville se ut i livet efter detta.
I Egypten var den största delen av begravningsmaskerna gjorda av en form av kartong (papyrus eller linne som täckts med gips) och de var billiga, lätta att forma och måla. Begravningsmaskena kunde även tillverkas av trä eller värdefulla metaller men dessa var reserverade för de rika och enbart kungliga kunde ha råd med masker i guld eller silver.
Begravningsmasker har även återfunnits i andra delar av världen, bland annat i Chimukulturens gravar i Peru.